# کارن گئورگیان (استاد رقص)
کارن گئورگیان (ارمنی: Կարեն Բորիսի Գևորգյան؛ زاده ۱۷ اکتبر ۱۹۶۵) استاد رقص، طراح رقص، کارشناس علوم پرورشی اهل ارمنستان است. وی از سال میلادی تاکنون مشغول فعالیت بوده است.

## زندگی‌نامه
وی در ۱۷ اکتبر ۱۹۶۵ در ایروان از والدینی به نام‌های بوریس گئورگیان و ریما آباجیان  به دنیا آمد و از دانشگاه دولتی علوم پرورشی خاچاطور آبوویان ارمنستان فارغ‌التحصیل گشت.  وی همچنین برنده جوایزی همچون چهره فرهنگی شایسته جمهوری ارمنستان شد. 

## یادداشت
1. ↑  Բորիս Գևորգյան Ռիմա Աբաջյան